# USNS John Glenn (T-ESD-2)
USNS Джон Ґленн (T-ESD-2) (англ. USNS John Glenn (T-ESD-2)) — допоміжне вантажне судно-експедиційний плавучий док класу «Монфорд-Пойнт». Збудований для Військово-морських сил США компанією General Dynamics NASSCO в Сан-Дієго (Каліфорнія). Підпорядковується Командуванню морських перевезень.
Свою назву судно отримало на честь Джона Ґленна, військово-морського льотчика, відставного полковника морської піхоти США, ветерана Другої світової та Корейської воєн, астронавта і сенатора.

## Зображення

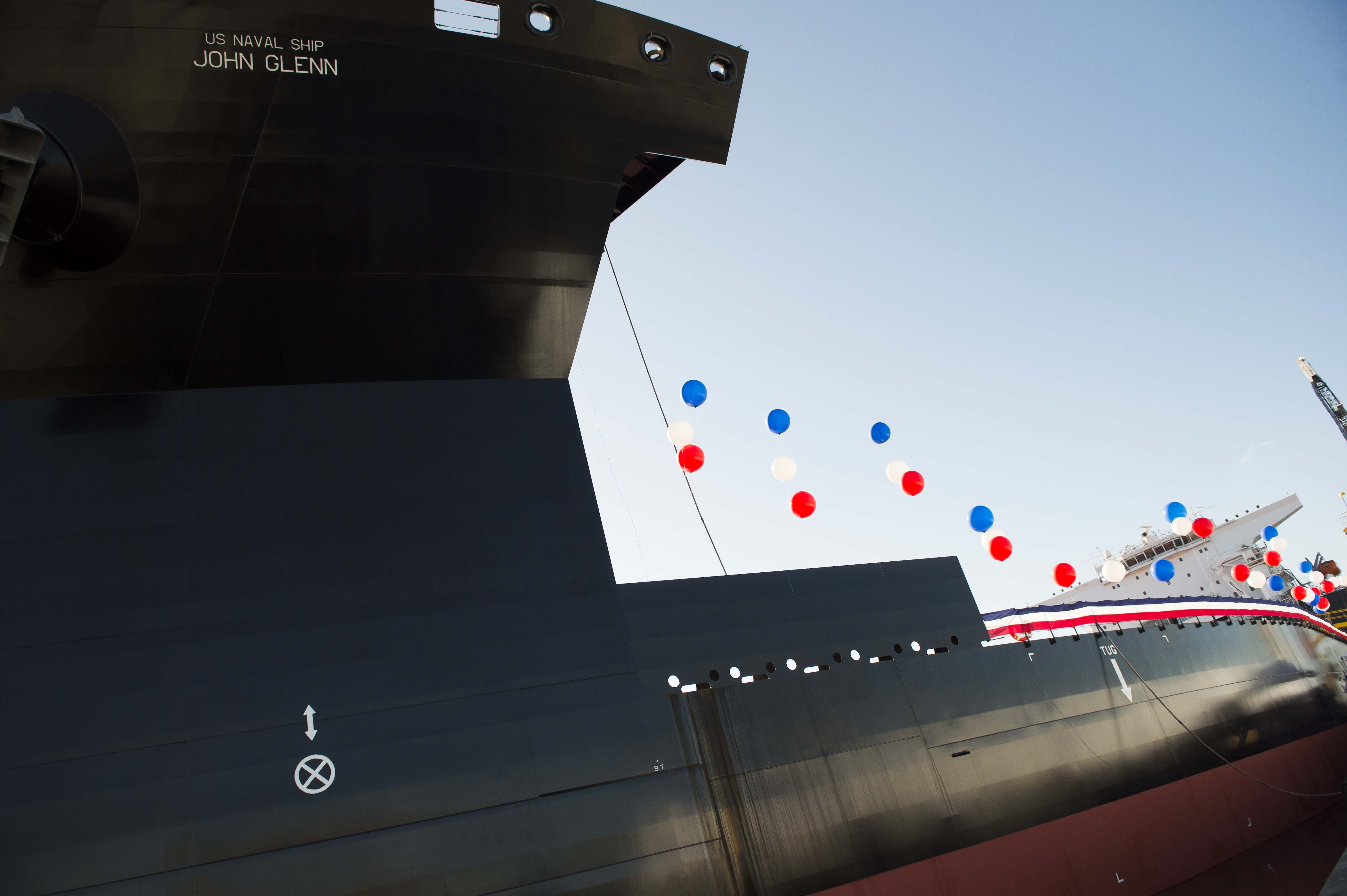
Церемонія здачі судна (01.02.2014)
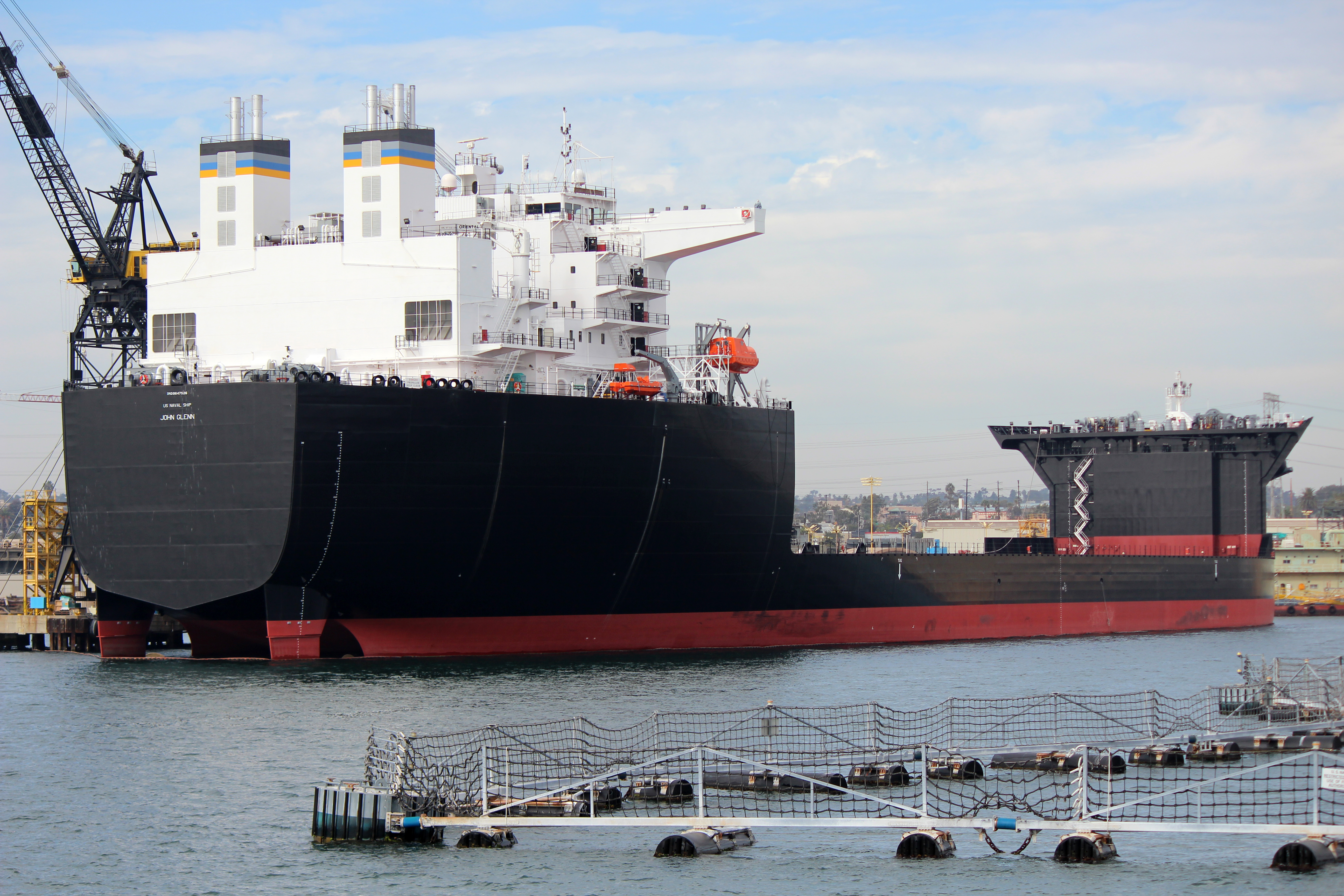
У заводського причала в Сан-Дієго (22.02.2014)
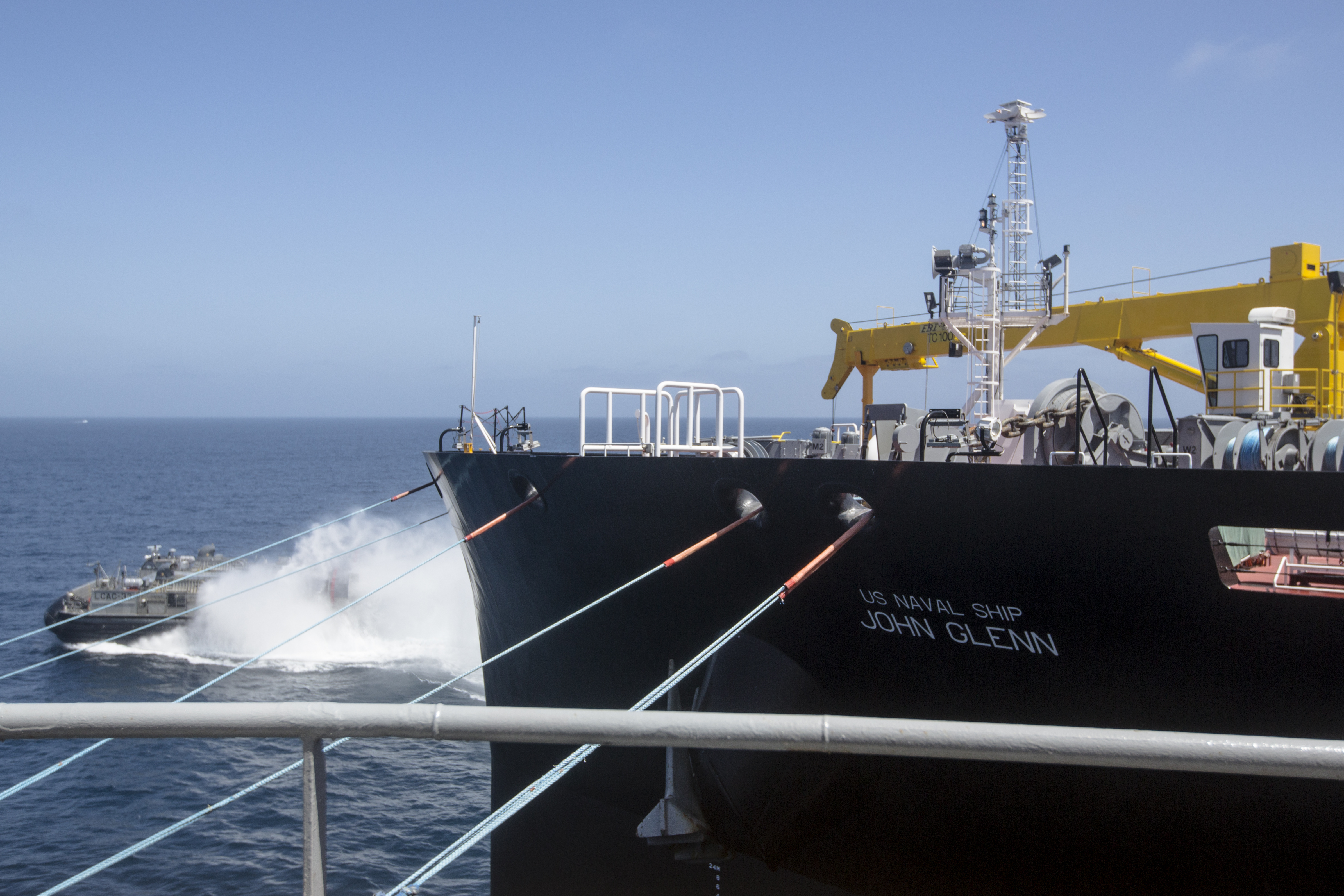
Підготовка до проведення демонстрації на місці (11.07.2016)
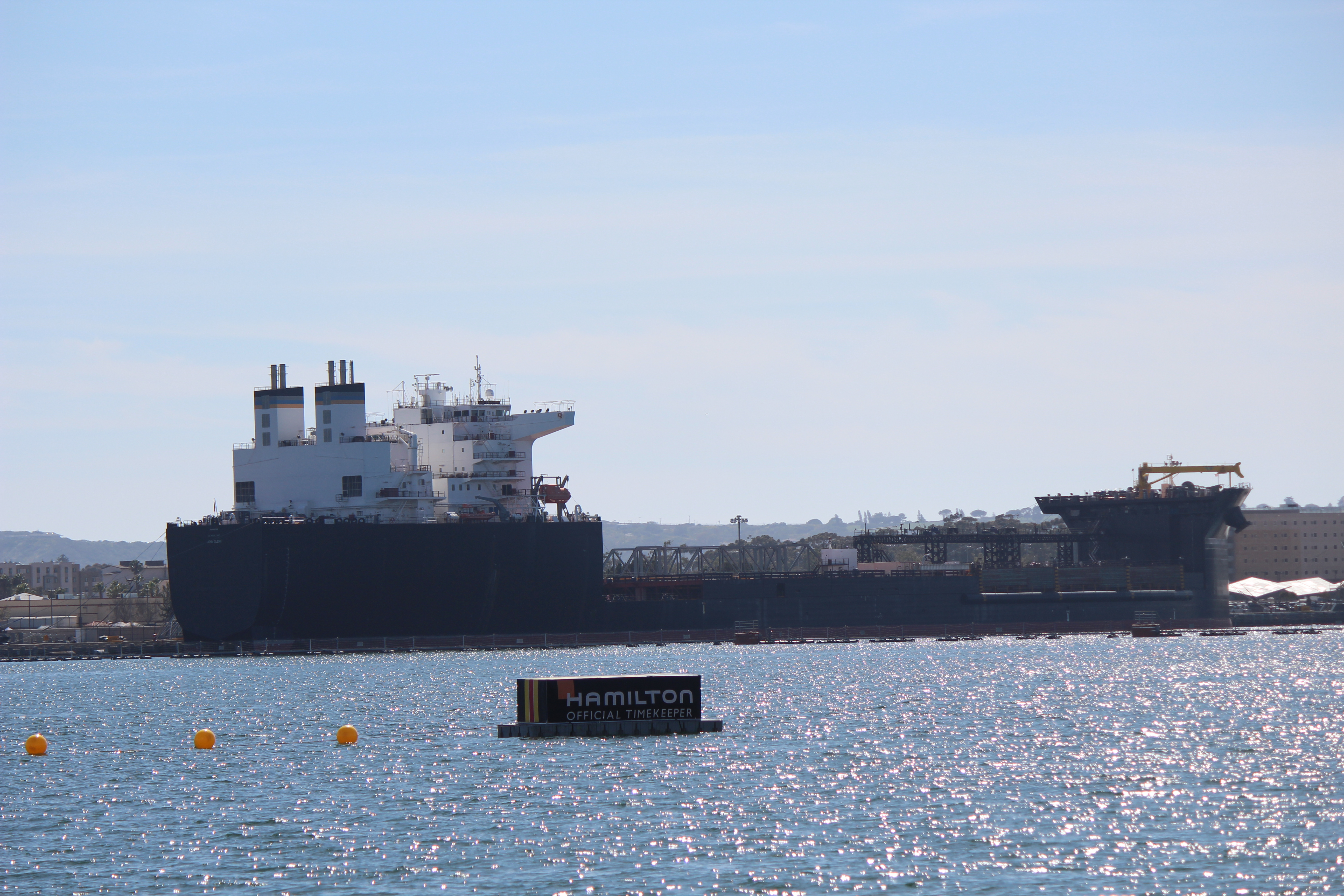
На військово-повітряній станція Норт-Айленд в Коронадо (16.04.2017)